# Louis Boccardi
Louis D. Boccardi, journaliste et patron de presse américain, a été directeur général d’Associated Press de 1984 à 2003. Il a travaillé pour adapter l’AP aux contraintes de l’Internet, une évolution poursuivie par son successeur Tom Curley.

## Biographie
Né à New York, Louis D. Boccardi a un diplôme en journalisme de l'université Columbia. En 1967, il rejoint l’Associated Press après huit ans au service de différents quotidiens, dont le New York World-Telegram and Sun  puis leNew York World Journal Tribune. Il entre au comité exécutif d’Associated Press en 1973, puis est nommé vice-président en 1975.
Au siège de l'AP, Rockefeller Plaza à New York, il est secondé par Wick Temple, l'un des vice-présidents de l'Associated Press, qui a dirigé les services des sports et d'informations générales.
Alors qu’AP avait été en 1969 la dernière entreprise de presse américaine à quitter Cuba, trente ans plus tard, Louis D. Boccardi a obtenu le feu vert pour ouvrir à La Havane une antenne permanente d’AP, qui devient ainsi le deuxième média américain autorisé à travailler sur le sol cubain. Un choix d'autant plus inattendu que l'agence incarne symboliquement aux yeux des castristes «l'impérialisme» yankee en matière d'information. Trois agences européennes (Agence France-Presse, Reuters et l'espagnole EFE), ainsi que l'agence mexicaine Notimex, disposaient alors toujours de bureaux à La Havane.
Le président du quotidien américain USA Today, Tom Curley lui succède en 2003, lorsqu’il part à la retraite après dix-huit ans à la tête de l'agence.

## Honneurs et distinctions journalistiques
En 2002, il est devenu président du conseil d’administration du prix Pulitzer et en 2007 il est désigné pour faire partie d'un comité de cinq personnes, ayant l'objectif de veiller à la continuité de la ligne éditoriale et à l'indépendance journalistique des publications du groupe Dow Jones, éditeur du Wall Street Journal, après le rachat du groupe d'édition américain Dow Jones pour approximativement 5,6 milliards de dollars.
En 2004, la chaîne de télévision américaine CBS a nommé Louis D. Boccardi, en compagnie de l'ancien ministre de la Justice Dick Thornburgh, pour enquêter sur l'affaire des documents douteux présentés lors d'une émission de CBS mettant en cause les états de service militaire de George W. Bush.